# Charles Hamilton Smith
Aquest autor és citat en taxonomia animal amb el nom «Hamilton Smith».
Charles Hamilton Smith fou un militar, naturalista, artista i col·leccionista d'antiguitats britànic, nascut el 26 de desembre del 1776 dins de la província de Flandes Oriental i mort el 21 de setembre del 1859 a Plymouth.

## Biografia
La seva carrera començà el 1787, quan estudià artilleria a l'acadèmia militar austríaca i enginyeria militar a Malines i Lovaina (Bèlgica). Participà en les guerres napoleòniques i no abandonà l'exèrcit fins al 1820. Viatjà molt durant el seu servei, particularment al Carib, el Canadà i els Estats Units. La resta del temps fou assignat a una oficina al Regne Unit.
Els seus treballs sobre el millor color per als uniformes militars són cèlebres. Davant de la precisió cada vegada millor de les armes de foc, durant la dècada del 1800 experimentà amb la precisió del tir en funció del color de l'objectiu. Demostrà que un uniforme gris (o, en menor mesura, verd) és més difícil d'encertar que un de vermell. Recomanà l'adopció del gris per a la infanteria lleugera. L'exèrcit britànic no seguí els seus consells i elegí el verd per a la infanteria lleugera.
Els seus talents en l'àmbit de la il·lustració, que aprengué per si sol, li permeteren fer moltes il·lustracions dels uniformes, en particular britànics, de la seva època. S'interessà per la vestimenta històrica de la Gran Bretanya i dibuixà moltes il·lustracions històriques on feia reviure els cavallers i les princeses de l'edat mitjana, així com les naus i les batalles. També feu moltes il·lustracions d'història natural. La seva obra pictòrica, que consisteix en més de 38.000 dibuixos, la majoria no relacionats amb els afers militars, és poc coneguda.
Amb l'abreviació d'autor «Hamilton Smith», descrigué nombrosos tàxons d'animals, incloent-hi els bisons i el ren.